# Hoyershausen
Hoyershausen ist ein Ortsteil des Fleckens Duingen im niedersächsischen Landkreis Hildesheim.

## Geografie

### Lage
Hoyershausen liegt südwestlich von Hildesheim im Leinebergland. Es befindet sich im Tal zwischen den Höhenzügen Duinger Berg im Westen und Külf im Osten.

### Ortsgliederung
- Hoyershausen (Hauptort)
- Lübbrechtsen
- Rott

## Geschichte
Die Gemeinde wurde 1338 als Haddeshusen erstmals urkundlich erwähnt.
Während des Kalten Krieges befand sich von 1985 bis 1993 südwestlich der Gemeinde im Duinger Wald ein NATO Munitions- und Treibstoffdepot (Forward Storage Site) des 1. britischen Korps aus Bielefeld.

### Ortsnamen
Alte Bezeichnungen des Ortes sind um 1413 Heyershusen, 1448 Heyershausen und um 1564 Heigershausen.
Die späte Überlieferung erschwert die Deutung; der Name scheint aber eine Parallele in dem Ortsnamen Haieshausen zu haben, z. B. 1276 (A. 18. Jh.) de Heiershusen, später Hoyershusen, Hoygershusen, Heygershusen.
Deswegen ist von einem Personennamen Hager, Hoger auszugehen, der altsächsisch bestens bezeugt ist. Das Erstglied des Personennamens ist zu altsächsisch hō(h), hō(h) ‘hoch’ zu stellen, welches mittelniederdeutsch auch hoge lautet, was wohl die Doppel-g-Schreibung des Erstbelegs beeinflusst hat. Intervokalisch fällt -g- aus und hinterlässt einen Diphthong -ai-, -ei-, der auch zu -oi-, -eu- gerundet erscheint. Also etwa „Siedlung eines Hoger, Hoier“ später entrundet zu Heier.

### Eingemeindungen

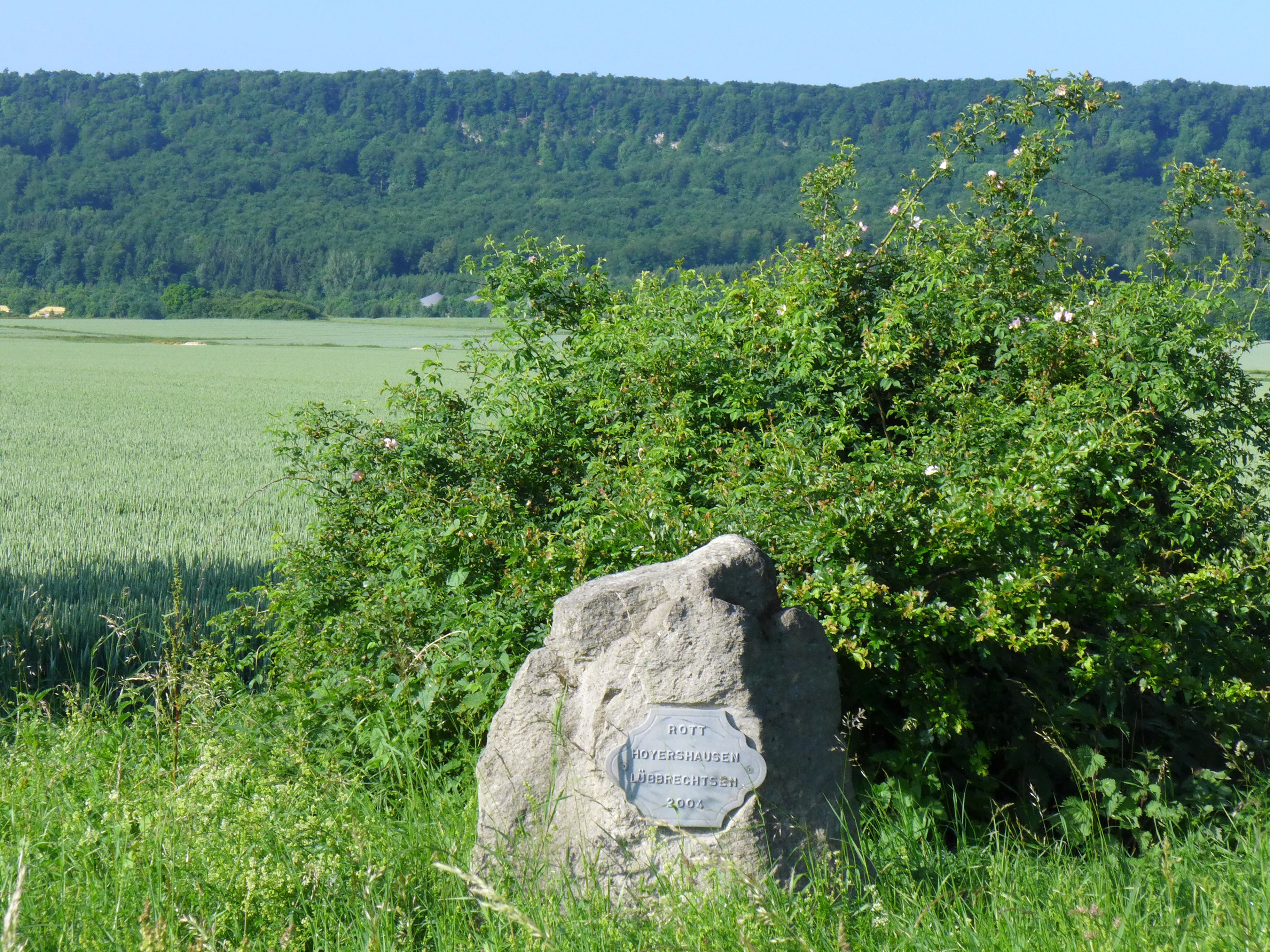
Gedenkstein zum 30. Jahrestag der Vereinigung der Gemeinden Hoyershausen, Lübbrechtsen und Rott

Im Zuge der Gebietsreform in Niedersachsen, die am 1. März 1974 stattfand, wurden die zuvor selbständigen Gemeinden Lübbrechtsen und Rott in die Gemeinde Hoyershausen eingegliedert.
Zum 1. November 2016 fusionierten die Mitgliedsgemeinden der Samtgemeinde Duingen, darunter Hoyershausen, zum neuen Flecken Duingen.

## Politik

### Gemeinderat und Bürgermeister
Hoyershausen wird auf kommunaler Ebene von dem Gemeinderat des Fleckens Duingen vertreten.

### Wappen
Der Gemeinde wurde das Kommunalwappen am 12. Februar 1938 durch den Oberpräsidenten der Provinz Hannover verliehen. Der Landrat aus Alfeld überreichte es am 23. Juni desselben Jahres.
| Wappen von Hoyershausen | Blasonierung: „Auf rotem Schild ein silberner Kreuzstein auf grünem Hügel.“ |
| Wappen von Hoyershausen | Wappenbegründung: Da die geschichtlichen Überlieferungen des Dorfes Hoyershausen keinerlei Anknüpfungsmöglichkeiten für die Gestaltung eines Wappens boten, wurde als Symbol ein Kreuzstein gewählt. Dieses Denkmal mittelalterlichen Rechts – 1935 bei der Mühle von Dietsch wiederentdeckt und von Kreis wegen im Mühlengarten unter einem Birnbaum aufgerichtet – ist 1935 auf dem Dorfplatz in würdiger Weise in einer Grünanlage aufgestellt worden. |

### Wappen der eingemeindeten Ortschaften

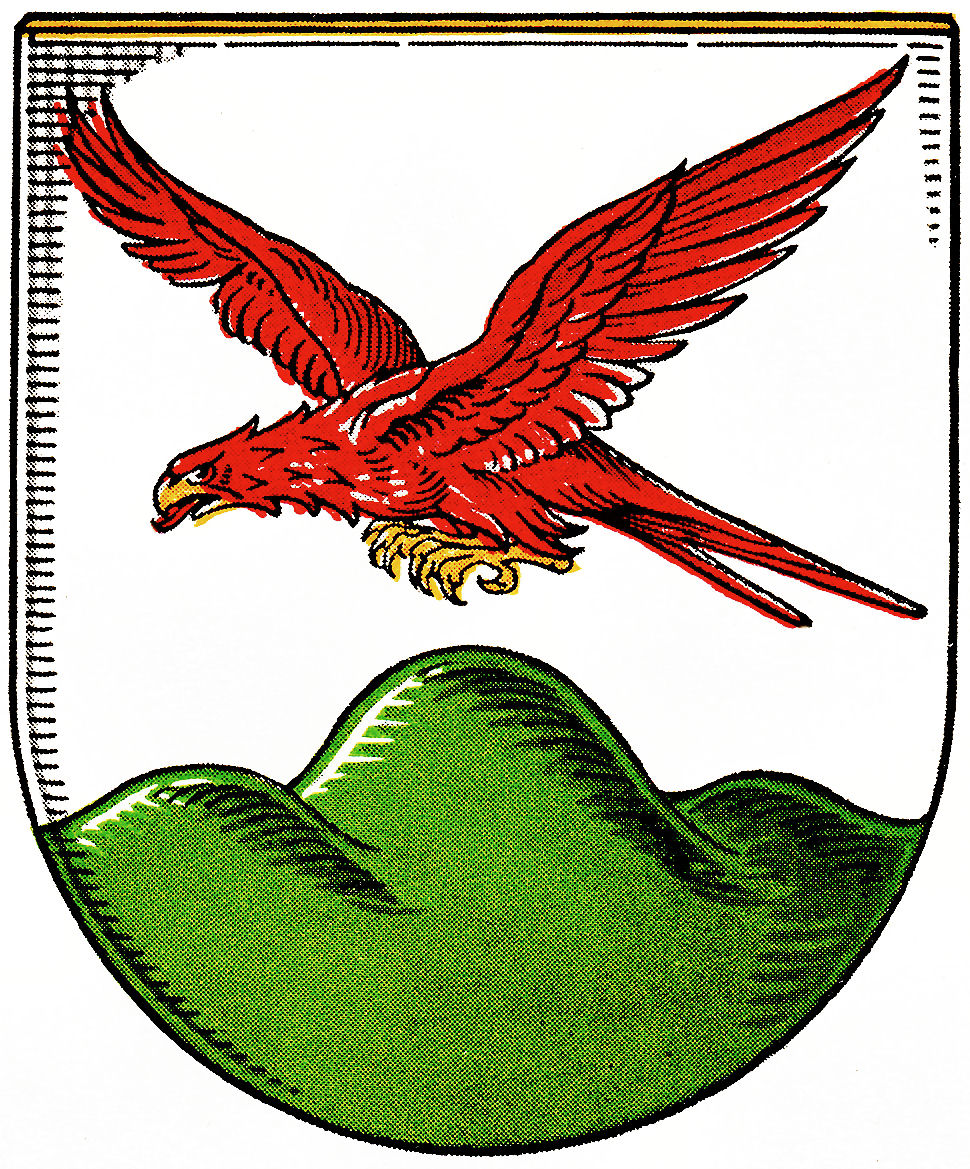
Lübbrechtsen
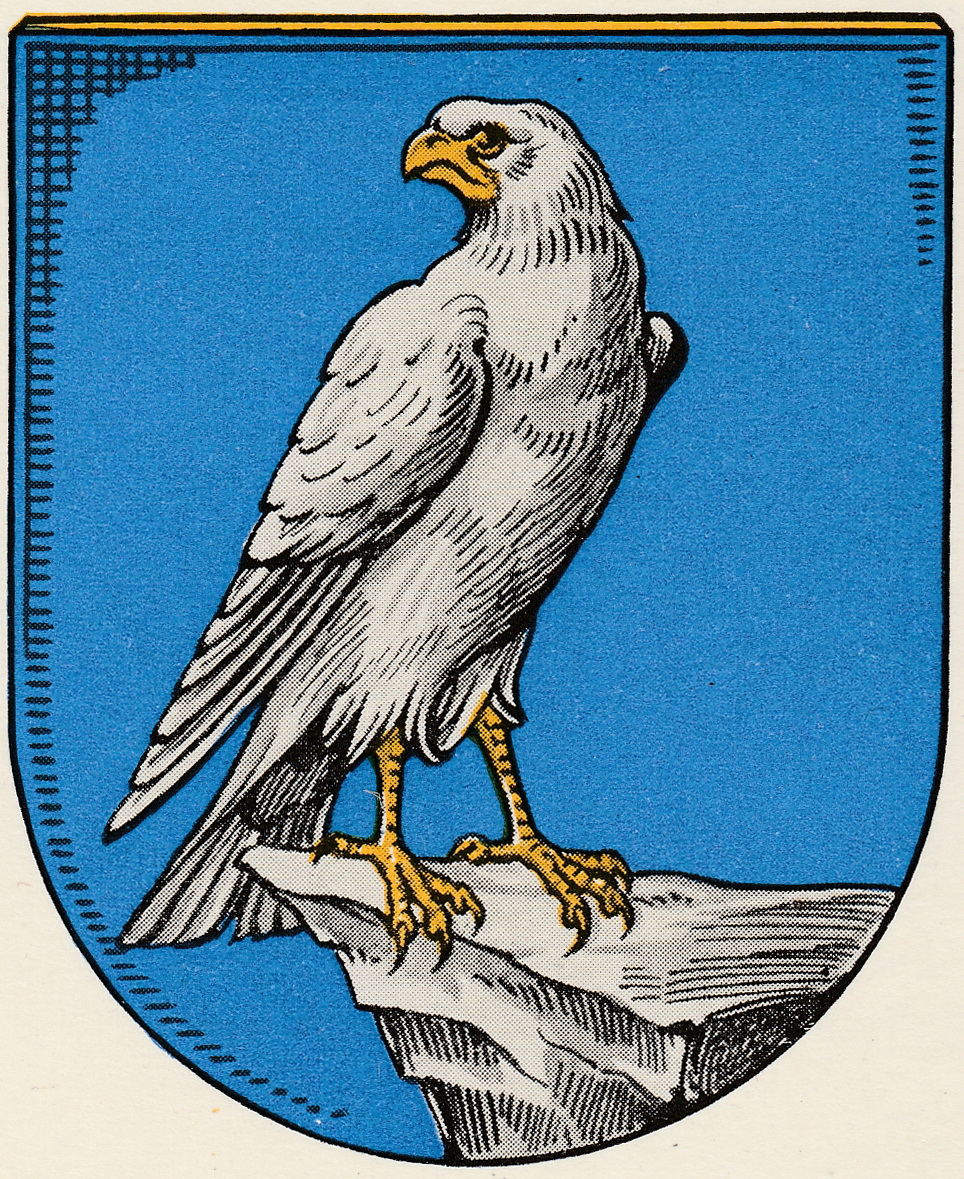
Rott

## Kultur und Sehenswürdigkeiten
- 1752 wurde das Kirchenschiff der Maria-Lambert-Kirche an den älteren Turm angebaut
- 1934 wurde die Freiwillige Feuerwehr gegründet

## Wirtschaft und Infrastruktur
Verkehr
Um Hoyershausen zu erreichen, verlässt man die Bundesstraße 3 in Godenau und biegt auf die Kreisstraße 407 in Richtung Brunkensen ab. Nach ca. 1,5 km biegt man auf die Kreisstraße 409 in Richtung Deinsen ab. Nach ca. 2,5 km ist Hoyershausen erreicht.